# Pau Gasol i Sáez
Pau Gasol Sáez (Sant Boi de Llobregat, Barcelona, 6. srpnja 1980.) bivši je španjolski profesionalni košarkaš. Igrao je na poziciji krilnog centra, a mogao je igrati centra. Gasol je izabran u 1. krugu (3. ukupno) NBA drafta 2001. od strane Atlanta Hawksa, ali je naknadno zamijenjen u Memphis Grizzliese. Nakon što je sedam godina proveo u Memphisu i postavio mnoge rekorde, Gasol je 1. veljače 2008., u razmjeni igrača postao članom Los Angeles Lakersa. Njegov brat Marc Gasol, isto je tako profesionalni košarkaš. 
Pau je 14. travnja 2009. probio 11 tisuća postignutih koševa u NBA ligi, u pobjedi protiv Utah Jazza 125:112. Susret je okončao s 20 postignutih koševa, devet skokova i šest asistencija.

## Životopis
Za seniorsku momčad FC Barcelone debitirao je u sezoni 1998./99. U svojoj prvoj sezoni prosječno je igrao 11 minuta, dok je u drugoj oko 15 minuta proveo na parketu. U posljednjoj europskoj sezoni, Gasol je postizao 11,3 koša i 5,2 skoka za nešto manje od 24 minute provedene na parketu. Nakon što je izabran u 1. krugu (3. ukupno) NBA drafta 2001. od strane Atlanta Hawksa, naknadno je zamijenjen u Memphis Grizzliese.

### 2001. – 2005.
U svojoj prvoj NBA sezoni, ponio je nagradu za novaka godine 2002. i izabran je u NBA All-Rookie prvu petorku. Prosječno je postizao 17,6 oševa i 8,9 skokova, a ujedno je bio i jedini član Grizzliesa koji je odigrao svih 82 utakmice regularnog dijela sezone. Sljedeće sezone postao je prvim strijelcem kluba (19 poena po utakmci) i po drugi put uzastopno odigrao svih 82 utakmice regularnog dijela sezone. Prvu utakmicu koju je propustio, dogodila se tijekom njegove treće sezone, kada je 5. travnja 2004. zaradio ozljedu stopala. 

### 2005. – 2006.
U svojoj petoj sezoni, Gasol je postao najboljim skakačem u povijesti kluba, kada je 24. ožujka 2006. protiv New York Knicksa ugrabio 3.072 skoka u dresu Grizzliesa. Od 24. do 28. siječnja uzastopno je pogodio 29 slobodnih bacanja, što je drugi najbolji učinak u povijesti Grizzliesa, uključujući i dvije utakmice u kojima je pogodio rekordnih 12/12 s linije slob. bacanja. 9. veljače 2006., Gasol je po prvi puta izabran na NBA All Star utakmicu, kao zamjena u momčadi Zapadne konferencije. U to vrijeme, bio je jedan od četvorice krilnih igrača Zapadne konferencije, među 10 najboljih strijelaca, skakača, asistenata i blokera lige. Bio je ujedno i prvi španjolski košarkaš koji je sudjelovao na All-Star utakmici. S Memphisom je te sezone po treći puta u svojoj karijeri izborio nastupe u doigravanju, međutim klub je ispao već u prvom krugu od Dallas Mavericksa.

### 2006. – 2007.
Gasol je početkom sezone 2006./07., zbog loma noge u polufinalu Svjetskog prvenstva u Japanu 2006. propustio uvodnih 23 utakmice. 29. siječnja 2007. je u susretu protiv Sacramento Kingsa postigao rekordna sezonska 34 koša, 8 skokova i 8 blokada. 6. veljače 2007., u susretu protiv Houston Rocketsa, postao je najboljim strijelcem iz igre, a 7. veljače igračem koji je odigrao najviše minuta u klupskoj povijesti Grizzliesa.

### 2007.-danas
1. veljače 2008., poslan je zajedno s budućim pickom druge runde drafta u Los Angeles Lakerse za Kwamea Browna, novaka Javarisa Crittentona, još uvijek (unatoč tome što više ne igra u NBA ligi) neslužbeno umirovljenog Aarona McKiea, draft prava na Gasolovog brata Marca i buduće pickove prve runde drafta u 2008. i 2010. godini. 5. veljače 2008., u utakmici s New Jersey Netsima, Gasol je ostvario prvi nastup u dresu Lakersa te je postigao 24 poena i 12 skokova čime je uvelike pomogao momčadi ostvariti pobijedu. Mjesec dana kasnije Gasol je nespretnom reakcijom ozlijedio zglob te se pretpostavljalo da će Gasol propustiti iduće tri utakmice. Međutim, Gasol se vratio već 2. travnja te je u utakmici s Portland Trail Blazersima postigao 10 poena, 6 skokova i 7 asistencija za nešto manje od 32 minute u igri. Poslije utakmice priznao je novinarima da je bol u zglobu cijelo vrijeme bila prisutna. Zajedno s Kobeom Bryantom odveo je Lakerse do najboljeg omjera na Zapadu 57-25 i ulaska u doigravanje. U prvoj utakmici, prvog kruga doigravanja, protiv Denver Nuggetsa, Gasol je postigao 36 poena, 16 skokova, 8 asistencija i 3 blokade te je time momčadi osigurao laganu pobjedu. Lakersi su seriju dobili s lakoćom pobijedivši u ukupnim rezultatom 4-0 da bi također i u drugom krugu doigravanja svladali Utah Jazze. U finalu Zapadne konferencije čekali su ih San Antonio Spursi. Lakersi su iznenađujuće lako dobili Spurse u pet utakmica te su prošli u NBA finale gdje su ih čekali stari rivali Boston Celticsi. Tijekom finalne serije Gasol je bio na prosjeku od 14,7 poena i 10,2 skokova, ali to nije bilo dovoljno za osvajanje NBA prstena. Gasol je u sezoni 2008./09. izabran po drugi puta na NBA All Star utakmicu, kao zamjena u momčadi Zapadne konferencije. Nakon što je u veljači 2009. pomogao Lakersima ostvariti omjer 11-2, izabran je za igrača tog mjeseca u Zapadnoj konferenciji. Lakersi su sezonu završili s omjerom 65-17 čime su osigurali prvo mjesto na Zapadu. S lakoćom su došli do NBA finala gdje su u pet utakmica svladali Orlando Magice i osvojili svoj 15. NBA naslov u povijesti franšize. To je ujedno bio i prvi Gasolov NBA prsten. Sezonu je završio prosječno postizajući 18,9 koševa, 9,6 skokova, 3,5 asistencija i 1 blokadu po utakmici. 24. prosinca 2009. Gasol je potpisao trogodišnje produljenje ugovora vrijedno više od 60 milijuna dolara čime će se u redovima Lakersa zadržati do 2014. godine.

## NBA statistika

### Regularni dio
| Godina    | Klub    | Odig. uta. | Uta. poč. | Min. | 2P%  | 3P%  | Sl. bac.% | Skok. | Asist. | Ukr. lop. | Blok. | Poena |
| --------- | ------- | ---------- | --------- | ---- | ---- | ---- | --------- | ----- | ------ | --------- | ----- | ----- |
| 2001./02. | Memphis | 82         | 79        | 36.7 | .518 | .200 | .709      | 8.9   | 2.7    | .5        | 2.1   | 17.6  |
| 2002./03. | Memphis | 82         | 82        | 36.0 | .510 | .100 | .736      | 8.8   | 2.8    | .4        | 1.8   | 19.0  |
| 2003./04. | Memphis | 78         | 78        | 31.5 | .482 | .267 | .714      | 7.7   | 2.5    | .6        | 1.7   | 17.7  |
| 2004./05. | Memphis | 56         | 53        | 32.0 | .514 | .167 | .768      | 7.3   | 2.4    | .7        | 1.7   | 17.8  |
| 2005./06. | Memphis | 80         | 80        | 39.2 | .503 | .250 | .689      | 8.9   | 4.6    | .6        | 1.9   | 20.4  |
| 2006./07. | Memphis | 59         | 59        | 36.2 | .538 | .273 | .748      | 9.8   | 3.4    | .5        | 2.1   | 20.8  |
| 2007./08. | Memphis | 39         | 39        | 36.7 | .501 | .267 | .819      | 8.8   | 3.0    | .4        | 1.4   | 18.9  |
| 2007./08. | Lakers  | 27         | 27        | 34.0 | .589 | .000 | .789      | 7.8   | 3.5    | .5        | 1.6   | 18.8  |
| 2008./09. | Lakers  | 81         | 81        | 36.7 | .563 | .500 | .786      | 9.5   | 3.6    | .4        | .9    | 18.9  |
| Ukupno    |         | 557        | 551       | 35.6 | .517 | .234 | .737      | 8.7   | 3.2    | .5        | 1.7   | 18.8  |
| All-Star  |         | 2          | 0         | 15.5 | .500 | .000 | 1.000     | 10.0  | 1.0    | .5        | .5    | 7.0   |

### Doigravanje
| Godina    | Klub    | Odig. uta. | Uta. poč. | Min. | 2P%  | 3P%   | Sl. bac.% | Skok. | Asist. | Ukr. lop. | Blok. | Poena |
| --------- | ------- | ---------- | --------- | ---- | ---- | ----- | --------- | ----- | ------ | --------- | ----- | ----- |
| 2002./03. | Memphis | 4          | 4         | 33.5 | .571 | .000  | .900      | 5.0   | 2.5    | 1.0       | 1.5   | 18.3  |
| 2004./05. | Memphis | 4          | 4         | 33.3 | .488 | 1.000 | .500      | 7.5   | 2.5    | .5        | 1.8   | 21.3  |
| 2005./06. | Memphis | 4          | 4         | 39.5 | .433 | .000  | .767      | 6.8   | 3.0    | .5        | 1.2   | 20.3  |
| 2007./08. | Lakers  | 21         | 21        | 39.8 | .530 | .000  | .692      | 9.3   | 4.0    | .5        | 1.9   | 16.9  |
| 2008./09. | Lakers  | 23         | 23        | 40.5 | .580 | .000  | .714      | 10.8  | 2.5    | .8        | 2.0   | 18.3  |
| Ukupno    |         | 56         | 56        | 39.1 | .538 | .500  | .716      | 9.3   | 3.1    | .7        | 1.8   | 18.1  |

## Vanjske poveznice
- Službena stranica (šp.) (engl.)
- Profil na NBA.com
- Profil  Arhivirana inačica izvorne stranice od 7. siječnja 2006. (Wayback Machine) na ACB.com
- Profil na InterBasket.net
- Priča o Pau Gasolu  Arhivirana inačica izvorne stranice od 27. rujna 2007. (Wayback Machine) na Hoopsworld.com
- Navijački forum Pau Gasola  Arhivirana inačica izvorne stranice od 26. kolovoza 2010. (Wayback Machine)